# Neurofisiologia clínica
La neurofisiologia clínica és una sub-especialitat de la neurofisiologia -que és la part de la fisiologia que estudia el sistema nerviós- sent la fisiologia la ciència biològica que estudia la dinàmica dels organismes vius. En la pràctica la neurofisiologia estudia la dinàmica de l'activitat bioelèctrica del sistema nerviós.

## Història
La Neurofisiologia és una de les branques de la ciència que té estreta relació amb el funcionament orgànic del cervell i amb la relació de com funciona en general i afecta altres sistemes del cos humà. Té importància per la manera en què uneix les funcions fisiològiques i les psicològiques que són les respostes de la participació de neurotransmissors, d'hormones i de compostos químics sintetitzats o formats en el mateix organisme per mitjà de glàndules específiques.
No fa més d'uns 75 anys va ser quan se li va donar importància i veritable relació a la neurofisiologia.

## Fonaments
La neurofisiologia clínica fonamentada en els coneixements de les neurociències bàsiques, té com a objectiu l'exploració funcional del sistema nerviós central (encèfal i medul·la espinal), sistema nerviós perifèric (nervis i òrgans dels sentits) i sistema nerviós vegetatiu o autonòmic (simpàtic i parasimpàtic), utilitzant tecnologia altament especialitzada amb finalitats diagnòstiques, pronòstics i d'orientació terapèutica.
La Neurofisiologia Clínica es fonamenta en els estudis del Premi Nobel espanyol Santiago Ramón y Cajal, qui en 1891 va postular la Llei de la polarització dinàmica de les neurones. Aquesta Llei indica que els corrents, que condueixen informació bioelèctrica, en les cèl·lules nervioses (neurones) flueixen des de les ramificacions dendrítiques cap al cos de la neurona, on es processa aquesta informació, i d'aquest cap a les ramificacions terminals o axons, per contactar a través de la sinapsi amb una altra o altres neurones. A més, Ramón y Cajal va descobrir que el sistema nerviós no és una troca neuronal sinó una xarxa de cèl·lules nervioses (neurones) exquisidament interconnectades entre si, però mantenint la seva individualitat.
Per dur a terme els estudis en Neurofisiologia Clínica cal ser especialista en neurologia, tal com ocorre als Estats Units d'Amèrica, Alemanya, França, etc. on és una subespecialitat, basant-se en el concepte que l'avaluació neurofisiològica és una continuació de l'exploració neurològica. En altres països tal com Espanya cal ser metge general i realitzar 4 anys de formació, genèrica i específica, en centres acreditats pel Ministeri de Sanitat i Consum per a la formació d'especialistes en neurofisiologia clínica. L'accés a aquesta formació s'aconsegueix només després d'haver aprovat l'examen MIR (Metge Intern Resident). Aquest examen té caràcter estatal i possibilita segons el lloc que s'aconsegueix triar especialitat i lloc acreditat on formar-se. Amb aquest examen només es pot triar la formació per a una Especialitat.
En la majoria dels hospitals es troba com un servei central per a l'exploració complementària, com a suport al diagnòstic i seguiment, per a especialitats diverses: traumatologia, rehabilitació, reumatologia, neurologia, pediatria, oftalmologia, otorrinolaringologia (ORL), neurocirurgia, psiquiatria, pneumologia, etc.

## Tècniques diagnòstiques de l'especialitat de Neurofisiologia clínica
- Electroencefalografia
- Cartografia cerebral
- Magneto-encefalografia
- Electromiografia
- Monitoratge intraoperatori
- Exploració del sistema vegetatiu
- Potencials Evocats
- Electrococleografia / Otoemissions acústiques
- Electroretinografia / Electrooculografia
- Polisomnografia

## Malalties i trastorns habitualment estudiats en Neurofisiologia clínica
- Epilèpsia
  - Cirurgia de l'epilèpsia
- Múscul i placa motora
  - Miopaties
  - Malalties de placa motora
  - Malalties amb hiperactivitat muscular
- Nervi perifèric
  - Mononeuropaties
  - Plexopaties
  - Polineuropaties
  - Distròfia simpàtica reflecteix
- Radiculopaties
- Mielopatia cervical
- Malalties degeneratives
  - Malalties de la neurona motora
- Moviment
  - Cirurgia del Parkinson
  - Tremolor muscular
- Somni
  - Classificació dels trastorns del somni
  - Dissòmnies
  - Parasòmnies
- Visió
  - Retinopatia
- Audició
  - Hipoacúsia

## Anatomia
- Sistema nerviós central
- Sistema nerviós perifèric
- Aparell locomotor